# المقصرة (بني سعد)

تعديل مصدري - تعديل

المقصرة هي إحدى قرى عزلة بني على بمديرية بني سعد التابعة لمحافظة المحويت، بلغ تعداد سكانها 140 نسمة حسب تعداد اليمن لعام 2004.